# Lasse Johansson
Pär Lasse Martin Johansson, född 2 april 1975 i Emmaboda, Kalmar län, är en svensk före detta fotbollsspelare, numera fotbollstränare och politiker. Johansson är mest förknippad med småländska Kalmar FF med vilka han 2008 vann ett SM-guld.

## Biografi
Med Virestads IF som moderklubb och en vidare fostran i Östers IF, tillbringade Johansson största delen av sitt fotbollsliv i Kalmar FF; detta under åren 1999 och 2001-2009, med ett mellanspel under en säsong i Gais. Säsongen 2008 blev hans mest framgångsrika då han var med och vann Kalmars första SM-guld genom tiderna.
Johansson fick understundom utstå kritik för sitt, från åskådarsynvinkel, till synes oengagerade och i viss mån "loja" spelsätt. Faktum var att han ändå under sina bästa år allt som oftast låg i toppen av sin klubbs assist- och målliga när klubbens år summerades. Johansson förfogade med sin vänstra fot över ett farligt anfallsvapen; inte minst på fasta situationer då han inte sällan hittade medspelare med ett skruvat tillslag på bollen. Även direkta frisparkar på mål över en försvarande mur hörde till Johanssons repertoar.
Många var synpunkterna på hans spelsätt, både negativa och positiva, och tack vare detta har Johansson under årens lopp fått en mängd olika smeknamn; varvid "Lasse-Maja", "Brasse-Lasse", "Kasse-Lasse" kan nämnas. Efter intåget i kommunalpolitikens värld blev "Sosse-Lasse" det givna nya tillmälet.
Politiskt representerar Johansson Socialdemokraterna i Kalmar kommunfullmäktige, där han även är ordförande i kultur- och fritidsnämnden i kommunen.
Lasse är storebror till Nina Campioni

## Meriter

### I lag
Kalmar FF
- Svenska Cupen 2007
- Svensk mästare 2008
- Supercupen 2009

### Individuellt
- Smålands bästa fotbollsspelare 2001[2]